# Rimini (provins)
Rimini är en provins i regionen Emilia-Romagna i Italien. Rimini är huvudort i provinsen. Provinsen bildades år 1992 då den dåvarande provinsen Forlì delades.

## Administrativ indelning
Provinsen Rimini är indelad i 27 comuni (kommuner). Alla kommuner finns i lista över kommuner i provinsen Rimini.
Sju kommuner Casteldelci, Maiolo, Novafeltria, Pennabilli, San Leo, Sant'Agata Feltria och Talamello överfördes 2009 från provinsen Pesaro e Urbino.
Kommunen Poggio Torriana bildades den 1 januari 2014 genom en sammanslagning av de tidigare kommunerna Poggio Berni och Torriana och kommunen Montescudo-Monte Colombo bildades den 1 januari 2016 genom en sammanslagning av de tidigare kommunerna Monte Colombo och Montescudo.

## Geografi
Provinsen Rimini gränsar:
- i norr mot provinsen Forlì-Cesena
- i öst mot Adriatiska havet
- i syd mot provinsen Pesaro e Urbino

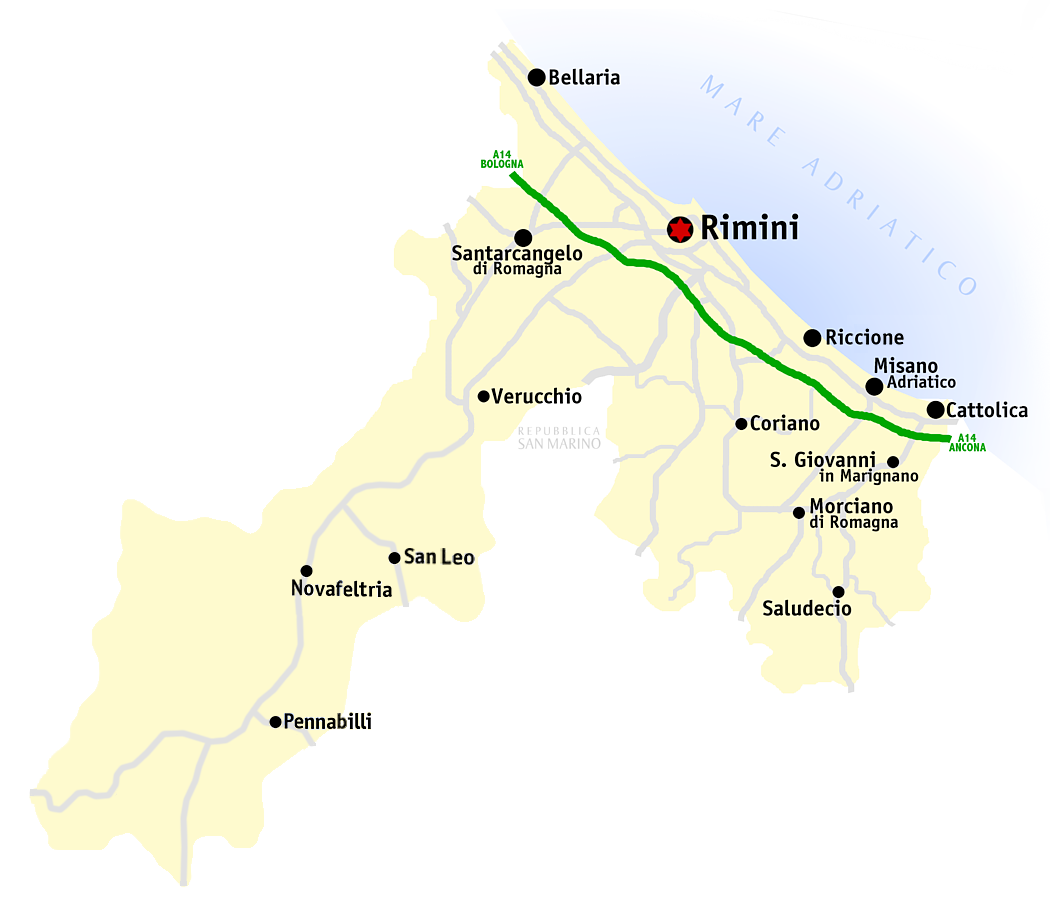
Karta över provinsen

- i väst mot San Marino